# Marco Cecilli
Marco Cecilli (Milano, 7 maggio 1960) è un allenatore di calcio ed ex calciatore italiano, di ruolo difensore.

## Carriera

### Giocatore
Cresciuto nel Milan, ha militato in Serie A nel Bologna, con cui ha esordito il 20 settembre 1981 in Torino-Bologna (1-0). In rossoblù ha realizzato in totale 11 presenze nella massima serie, quando il campionato era ancora formato da 30 giornate. Con il Bologna ha rimediato una retrocessione in Serie B (la prima storica dei felsinei). Ha giocato anche nei cadetti con il Varese ed il Palermo e in Serie C2 con il Pietrasanta ed il Cosenza. Ha conquistato una promozione dalla Serie C1 alla B con il Palermo nella stagione 1984-1985. 
Ha proseguito la carriera agonistica indossando le maglie di Frosinone, Derthona e Corbetta.

### Allenatore
Nella stagione 2011-2012 è subentrato a Sergio Porrini sulla panchina dei bergamaschi della Colognese, in Serie D.
Nella stagione 2014-2015 è subentrato a stagione in corso sulla panchina dei laziali del Guidonia, in Promozione.
Ha svolto il ruolo di osservatore per la Fiorentina e il Bologna.
Ha svolto Camp Estivi Demetrio Albertini e Camp Estivi Gennaro Gattuso

## Palmarès

### Giocatore

#### Competizioni nazionali
- Serie C1: 1

Palermo: 1984-1985